# Voll total
Voll total war eine von Dirk Penkwitz moderierte Show des Fernsehsenders Super RTL. 
Ähnlich wie bei der ProSieben-Sendung talk talk talk wurden lustige und skurrile Talkshowauftritte als Clips eingespielt. Jede Folge von Voll total stand unter einem Motto, die verwendeten Clips stammten dabei ausschließlich aus Talkshows des Senders RTL.
Der Moderator trug in jeder Folge den gleichen Anzug, das gleiche Hemd und die gleichen Schuhe. Dieser Umstand wurde von Dirk Penkwitz in mehreren Folgen auf selbstironische Art und Weise kommentiert.
Produziert wurde die Sendung von 2003 bis 2007 von Barbara Schüßler und Stefan Jedele für die Straßenfeger Film- und Fernsehproduktions GmbH. Obwohl die Sendung bereits 2007 aufgegeben wurde, erfolgte eine Ausstrahlung in unregelmäßigen Abständen auf Super RTL bis ins Jahr 2016.